# Tridenchthonius beieri
Tridenchthonius beieri es una especie de arácnido del orden Pseudoscorpionida de la familia Tridenchthoniidae.

## Distribución geográfica
Se encuentra en Kenia.